# Larry Staverman
Larry Staverman, né le 11 octobre 1936, à Cincinnati, en Ohio et mort le 12 juillet 2007, à Edgewood, au Kentucky, est un ancien joueur et entraîneur américain de basket-ball. Il évolue au poste d'ailier fort.

## Palmarès
- Champion ABL 1963
- All-ABL First Team 1962